# Fruita Ranger Station
La Fruita Ranger Station est un bâtiment américain dans le comté de Wayne, dans l'Utah. Protégé au sein du parc national de Capitol Reef, cet édicule en grès a été construit par le Civilian Conservation Corps dans le style rustique du National Park Service en 1940.
Initialement destiné à servir de station de rangers, il n'a jamais été utilisé à cette fin : point d'information touristique et musée dans les années 1950, il est réaménagé pour devenir le siège et l'office de tourisme de l'aire protégée en 1959. En 1965, il est cette fois transformé en bureau pour le surintendant du parc. C'est une propriété contributrice au district historique de Fruita Rural depuis la création de ce district historique le 25 mars 1997.